# Dźwierzuty (stacja kolejowa)
Dźwierzuty — nieczynna stacja kolejowa w Dźwierzutach, w województwie warmińsko-mazurskim, w Polsce.